# De hellige tre Konger
 Denne artikel omhandler Grundtvigs salme. For de tre vise mænd, se Hellige tre konger.
"De hellige tre Konger" er en bibelhistorisk salme for børn skrevet af Grundtvig under hans sindssygdom i 1810. Det var Grundtvigs første betydelige salme. En senere og bedre kendt version er "Dejlig er den himmel blå".